# Einari Teräsvirta
Einari Allan Teräsvirta (* 7. Dezember 1914 in Vyborg (heute Russland); † 23. November 1995 in Helsinki) war ein finnischer Turner, Olympiasieger und Architekt.
Erstmals nahm er an Olympischen Spielen 1932 im Alter von 17 Jahren teil und erreichte in zwei von fünf Bewerben eine Platzierung in den Medaillenrängen, davon einmal Bronze im Mannschaftsmehrkampf und einmal Bronze am Reck hinter seinem Landsmann Heikki Savolainen. Er hatte mit Savolainen die gleiche Punktezahl, anstelle des vorgeschriebenen Stechens um Silber und Bronze entschied die finnische Mannschaftsleitung intern, dass Silber an Savolainen und Bronze an Teräsvirta gehen sollte.
1936 nahm er an acht Bewerben teil, konnte jedoch nur mit der Mannschaft einen dritten Platz erreichen. Bei den Olympischen Sommerspielen 1948 in London erhielt er schließlich eine Goldmedaille in der Mehrkampf-Mannschaftswertung.
Nach dem Ende seiner sportlichen Karriere arbeitete Teräsvirta als Architekt. Er entwarf unter anderem das Hotel Kalastajatorppa in Munkkiniemi, das Satakunta-Haus in Kamppi und das Gebäude für die Staats- und sozialwissenschaftliche Fakultät der Universität Helsinki in Kruununhaka.